# Pseudokynegeticos
Pseudokynegeticos sau „Fals tratat de vânătoare” este un eseu cinegetic scris de Alexandru Odobescu și publicat în anul 1874. Lucrarea reprezintă un moment important în dezvoltarea eseisticii românești, cuprinzând un număr vast de subiecte, teme și idei. Opera descrie amânunțit, într-un limbaj savant și savuros, o pletoră de subiecte legate de cinegetică, de la piese de artă (picturi, sculptură, poezie etc.) la basme, peisaje și chiar aspecte filosofice și lingvistice. Despre stilul scrierii lui Odobescu, criticul literar G. Călinescu afirmă: „bate câmpii cu grație […] farmecul său stă în scandalul de a surprinde pe un om atât de serios, schițând cancanul pe scara rulantă a bibliotecii lui înțesată cu autori greci.”.

## Structură
Eseul este împărțit în 12 capitole, ultimele două fiind compuse din notele și schițele autorului. Textul este prefațat de o „epistolă” scrisă de Al. Odobescu adresată domnului C. C. Cornescu, bun prieten și rudă a autorului. De remarcat pe parcursul eseului este atenția dedicată pentru fiecare temă abordată, îmbogățită de un limbaj cult, expresiv și, uneori, ironic. Titlul lucrării (Pseudokynegeticos, „Fals tratat de vânătoare”) face trimitere la modul în care autorul și-a depășit intenția originală de a scrie un text care trecea în revistă relația vânătoriei cu artele plastice:
„Colindând, m-am rătăcit, și iată-mă abia acum ajuns din fantastica-mi călătorie cu un sac așa îngreuiat de tot felul de petice și de surcele, adunate de pretutindeni, încât nu mai cutez, Doamne ferește! [...] Am luat dar pretențioasa hotărâre a le deșerta într-un volum osebit, ce-l voi tipări numai pe seama lor, și care, subt un titlu pedantesc și archaic, spunând vânătorilor numai lucruri ce sunt cu totul de prisos artei lor, va întocmi un fel de Falș tractat de vânătorie, Ψευδο-κυνηγετικος, în opozițiune fățișă cu Manualul tău, care, deși mai scurt, este însă, fără îndoială, cu mult mai folositor celor care vor să învețe ceva cu temei.”
Erudiția autorului este remarcabilă pe parcursul întregului eseu, de la limbajul rafinat, la expresivitatea și umorul elegant prezent în cele mai mici remarci: „Oare ce vor fi zicând boii, în mintea lor, despre acele obraznice păsăruici? Și ce gânduri vor fi rumegând ei, când se simt într-astfel călcați sub picioare? Mare e limba boului, păcat că nu poate grăi!” (cap. II).

## Prezentarea eseului
Primele zece capitole ale eseului cuprind descrieri ale unui număr larg de opere de artă cu subiect cinegetic (gravura lui Albrecht Dürer a Sfântului Hubert, sfântul patron al vânătorilor, statuia zeiței Diana a lui Jean Gujot etc.), dar și descrieri ale peisajelor (tabloul Câmpiei Bărăganului), dezbateri lingvistice (denumirea graurilor și sturzilor în diferitele limbi romanice), poezii (cântece de vânătoare franceze) și basme („Feciorul de împărat cel cu noroc la vânat”). Penultimul capitol conține notițele post-scriptum ale autorului, în care se poate remarca și o critică a latinismului exagerat:
„D-așa lătinie dobitocească,
d-așa păcălitoare franțuzească
unul Domnul să ferească
limba noastră părintească!” (cap. XI)
Umorul autorului este vizibil chiar și în ultimul capitol al eseului, întitulat „Capitolul cel mai plăcut pentru cititor”, care este o pagină goală.